# マット・バーンズ
マット・ケリー・バーンズ（Matt Kelly Barnes 1980年3月9日 - ）はアメリカ合衆国カリフォルニア州サンタクララ出身の元バスケットボール選手。NBAのゴールデンステート・ウォリアーズなどで活躍した。ポジションはスモールフォワード。201cm、102kg。10回以上の移籍を経験しているジャーニーマンだった。

## 経歴
高校時代はバスケットと同時にアメリカンフットボールの選手としても活躍した。デルカンポ高校卒業後、カリフォルニア大学ロサンゼルス校 (UCLA)に進学。4年間所属し、通算得点は1066点となり、同校で通算1000得点を突破した4人目の選手となった。

### NBA
大学卒業後、2002年のNBAドラフトにエントリーし、メンフィス・グリズリーズから2巡目全体46位指名を受け、その後トレードでクリーブランド・キャバリアーズに契約した。しかしシーズン開幕直前となった10月にロースターから外されてしまい、夢のNBAデビューは叶わなかった。2002-03シーズンをバーンズはマイナーリーグ(Dリーグ)のフェイエットビル・ペイトリオッツで過ごした。2003年の夏にはシアトル・スーパーソニックスにてNBAデビューへの足がかりを見出すも、やはり開幕ロスターに残ることはできず、再びマイナーリーグ(独立リーグABA)に戻り、ロングビーチ・ジャムと契約した。
ジャムで過ごした03-04シーズン中の1月、バーンズはロサンゼルス・クリッパーズとの10日間契約を結ぶことに成功した。そして1月19日のサクラメント・キングス戦で初めてNBAのコートを踏んだ。契約は延長され、バーンズはシーズン終了までをクリッパーズで過ごし、4.5得点4リバウンドの成績を残した。このオフにはサクラメント・キングスとの契約した。04-05シーズンは層の厚いキングスではあまり多くの出場機会を得られず、シーズン中の2月にはスター選手クリス・ウェバーのトレードに組み込まれる形で、フィラデルフィア・セブンティシクサーズに移籍した。移籍後すぐに故障者リスト入りしてしまい、結局シクサーズでは1試合も出場することなくシーズンを終えた。オフにFAとなったバーンズはニューヨーク・ニックスと契約。しかし開幕僅か6試合で解雇された。12月には再びシクサーズに戻ることができ、この05-06シーズンは終了までシクサーズで過ごした。シクサーズでも多くの出場機会を得られることはできず、出場時間の1試合平均は僅か10.8分だった。シーズン終了後、バーンズはゴールデンステート・ウォリアーズと契約した。
06-07シーズンのウォーリアーズは実に13シーズンぶりにプレーオフに進出し、1回戦でレギュラーシーズン最高勝率を収めたダラス・マーベリックスを破るという快挙を達成した。大きく飛躍したチームの中で、バーンズもまた大きくステップアップを果たすシーズンとなった。出場時間はシクサーズ時代の倍以上に増え、シーズン中盤には故障者の発生や大型トレードによるメンバーの入れ替えもあり、一時的ながらも先発に起用された。またシューターとしての才能も開花し、これまでのクリッパーズ時代からシクサーズ時代までの通算スリーポイント成功数7本を大幅に上回る、106本のスリーポイントを成功させた。12月26日のシクサーズ戦では球団記録タイとなる7本のスリーポイントシュートを成功、その僅か11日後のメンフィス・グリズリーズ戦でも同数のスリーポイントシュートを成功し、さらにキャリアハイとなる36得点をあげた。このシーズンの成績は9.8得点4.6リバウンド、プレーオフでも活躍し、チームの念願のプレーオフ進出とプレーオフでの歴史的なアップセットに大きく貢献した。
08-09シーズン、フェニックス・サンズに移籍。シーズン中には先発SGのラジャ・ベルが移籍するため、バーンズは先発機会を得て、キャリア初の平均2桁となる10.2得点5.5リバウンドを記録する。ディフェンダー不足に悩まされていたサンズにおいてはバーンズのディフェンス力も重宝がられ、時にはダーク・ノヴィツキーなど自身よりも遥かに大きい選手とのマッチアップも任された。
09-10シーズンにはオーランド・マジックに移籍。これまで常に単年契約を結ばされてきたバーンズにとっては念願の2年契約を結んでいる。
2010年6月23日にFAでロサンゼルス・レイカーズへ移籍。
2012年、ロサンゼルス・クリッパーズへ移籍。
2015年6月16日、シャーロット・ホーネッツに移籍するも、24日にメンフィス・グリズリーズに放出された。
2016年7月3日、サクラメント・キングスと2年1200万ドルで契約した。しかし、2017年2月19日にキングスがニューオーリンズ・ペリカンズとデマーカス・カズンズ絡みの大型トレードを敢行し、タイリーク・エバンスなどを獲得したことによるロースター枠の調整の為に解雇。3月1日、ゴールデンステート・ウォリアーズはケビン・デュラントが左膝を負傷し、シーズン復帰が微妙となったことを受け、バーンズとシーズン終了までの契約を結んだ。そして2017年6月12日、プロ15年目にして念願のNBAチャンピオンに輝いた。
2017年12月11日、自身のインスタグラムで引退を表明した。

## 個人成績

### レギュラーシーズン
| シーズン   | チーム     | GP  | GS  | MPG  | FG%  | 3P%  | FT%  | RPG | APG | SPG | BPG | TO  | PPG  |
| ---------- | ---------- | --- | --- | ---- | ---- | ---- | ---- | --- | --- | --- | --- | --- | ---- |
| 2003–04    | LAC        | 38  | 9   | 19.1 | .457 | .154 | .705 | 4.0 | 1.3 | .7  | .1  | 1.2 | 4.5  |
| 2004–05    | SAC        | 43  | 9   | 16.6 | .411 | .227 | .603 | 3.1 | 1.3 | .7  | .2  | 1.0 | 3.8  |
| 2005–06    | NYK        | 6   | 5   | 15.5 | .367 | .250 | .750 | 4.0 | 1.0 | .7  | .0  | 1.0 | 4.3  |
| 2005–06    | PHI        | 50  | 0   | 10.8 | .536 | .182 | .674 | 1.9 | .4  | .3  | .1  | .5  | 3.0  |
| 2005-06計  | PHI        | 56  | 5   | 11.3 | .500 | .200 | .681 | 2.2 | .5  | .4  | .1  | .5  | 3.1  |
| 2006–07    | GSW        | 76  | 23  | 23.9 | .438 | .366 | .732 | 4.6 | 2.1 | 1.0 | .5  | 1.4 | 9.8  |
| 2007–08    | GSW        | 73  | 18  | 19.4 | .423 | .293 | .747 | 4.4 | 1.9 | .7  | .5  | 1.2 | 6.7  |
| 2008–09    | PHO        | 77  | 40  | 27.0 | .423 | .343 | .743 | 5.5 | 2.8 | .7  | .3  | 1.7 | 10.2 |
| 2009–10    | ORL        | 81  | 58  | 25.9 | .487 | .319 | .740 | 5.5 | 1.7 | .7  | .4  | 1.4 | 8.8  |
| 2010–11    | LAL        | 53  | 0   | 19.2 | .470 | .318 | .779 | 4.3 | 1.3 | .7  | .4  | 1.1 | 6.7  |
| 2011–12    | LAL        | 63  | 16  | 22.9 | .452 | .333 | .742 | 5.5 | 2.0 | .6  | .8  | 1.2 | 7.8  |
| 2012–13    | LAC        | 80  | 4   | 25.7 | .462 | .342 | .744 | 4.6 | 1.5 | 1.0 | .8  | 1.1 | 10.3 |
| 2013–14    | LAC        | 63  | 40  | 27.5 | .438 | .343 | .733 | 4.6 | 2.0 | .9  | .4  | 1.3 | 9.9  |
| 2014–15    | LAC        | 76  | 74  | 29.9 | .444 | .362 | .779 | 4.0 | 1.5 | .9  | .7  | 1.1 | 10.1 |
| 2015–16    | MEM        | 76  | 45  | 28.8 | .381 | .322 | .804 | 5.5 | 2.1 | 1.0 | .8  | 1.6 | 10.0 |
| 2016–17    | SAC        | 54  | 13  | 25.3 | .384 | .327 | .758 | 5.4 | 2.8 | .7  | .3  | 1.5 | 7.6  |
| 2016–17    | GSW        | 20  | 5   | 20.5 | .422 | .346 | .870 | 4.6 | 2.3 | .6  | .5  | 1.2 | 5.7  |
| 2016-17計  | GSW        | 74  | 18  | 24.0 | .391 | .331 | .787 | 5.2 | 2.6 | .6  | .4  | 1.4 | 7.1  |
| 通算：14年 | 通算：14年 | 929 | 359 | 23.6 | .436 | .335 | .745 | 4.6 | 1.8 | .8  | .5  | 1.3 | 8.2  |

- 2011-12シーズンは66試合で打ち切り

### プレーオフ
| シーズン  | チーム    | GP | GS | MPG  | FG%  | 3P%  | FT%  | RPG | APG | SPG | BPG | TO  | PPG  |
| --------- | --------- | -- | -- | ---- | ---- | ---- | ---- | --- | --- | --- | --- | --- | ---- |
| 2007      | GSW       | 11 | 3  | 30.0 | .450 | .422 | .722 | 5.7 | 2.4 | 1.5 | .4  | 1.8 | 11.1 |
| 2010      | ORL       | 14 | 14 | 23.3 | .400 | .375 | .850 | 4.7 | 1.4 | .7  | .2  | .7  | 6.4  |
| 2011      | LAL       | 10 | 0  | 13.1 | .395 | .167 | .571 | 2.8 | .5  | .7  | .2  | .6  | 3.6  |
| 2012      | LAL       | 11 | 0  | 16.8 | .271 | .161 | .500 | 3.3 | 1.5 | .9  | .5  | 1.4 | 3.5  |
| 2013      | LAC       | 6  | 0  | 27.0 | .545 | .412 | .842 | 5.0 | .5  | .7  | .3  | .8  | 11.8 |
| 2014      | LAC       | 13 | 13 | 31.1 | .421 | .317 | .684 | 4.5 | 1.8 | .9  | .2  | 1.3 | 9.4  |
| 2015      | LAC       | 14 | 14 | 29.2 | .380 | .267 | .750 | 5.1 | 1.6 | 1.4 | .7  | 1.1 | 7.6  |
| 2016      | MEM       | 4  | 4  | 34.8 | .348 | .167 | .800 | 7.3 | 2.8 | 1.0 | .3  | 3.3 | 10.8 |
| 2017      | GSW       | 12 | 0  | 5.1  | .267 | .125 | .000 | .8  | .6  | .2  | .0  | .3  | 0.8  |
| 出場：9回 | 出場：9回 | 95 | 48 | 22.6 | .399 | .297 | .752 | 4.1 | 1.4 | .9  | .3  | 1.1 | 6.7  |

### 通算記録
- 得点：7589
- リバウンド：4281
- アシスト：1691
- スティール：714
- ブロック：444

### 1試合記録
- 得点：36（2007年1月3日）
- リバウンド：16（2010年1月20日、2016年12月2日）
- アシスト：11（2009年3月15日）
- スティール：6（2009年11月1日）
- ブロック：4（2015年3月1日）

## プレースタイル
タフなディフェンスが売りのエースストッパーとして知られる。決して身長や身体能力に優れるわけではないが、リバウンドにも果敢に跳びこむ。怪我の多さが欠点。ファウルを恐れない荒いプレーをする為、しばしば小競り合いを引き起こしテクニカルファウルやフレグラントファウルを受けてしまう傾向が強い。それ故に罰金処分もよく受ける。

## 人物
高校時代にはアメリカンフットボールの全米選抜にも選ばれた優れたワイドレシーバーである。05-06シーズン終了後、なかなか芽が出なかったバスケを辞めてアメリカン・フットボールに転向しようと考えていた時期がある。
荒い性格で素行が問題になることも多い。離婚調停中の元妻主催のパーティーにデレック・フィッシャーが参加したと聞いて車で急行し警察沙汰になった（以来フィッシャーとは犬猿の仲）。ナイトクラブで一般人と乱闘騒ぎになり訴訟も起こされている。